# Dirphia gragatus
Dirphia gragatus är en fjärilsart som beskrevs av Eugène Louis Bouvier 1923. Dirphia gragatus ingår i släktet Dirphia och familjen påfågelsspinnare. Inga underarter finns listade i Catalogue of Life.